# Upright (serie televisiva)
Upright è una serie televisiva anglo-australiana trasmessa sul canale Showcase di Foxtel. La serie, di stampo road movie, segue le vicende di Lucky e Meg, che cercano di trasportare un pianoforte da una parte all'altra del paese. La serie è stata scritta da Chris Taylor, Tim Minchin, Kate Mulvany e Leon Ford, e vede protagonisti lo stesso Minchin e Milly Alcock.
Upright è andato in onda su Sky Atlantic il 28 novembre 2019 nel Regno Unito e in Australia dal 1º dicembre 2019 su Foxtel, oltre che sulla rete Super Channel in Canada. È inoltre disponibile su Gem, il servizio di streaming della Canadian Broadcasting Corporation (CBC). Lo show è stato trasmesso negli Stati Uniti sul servizio di streaming Sundance Now.
La seconda stagione è stata pubblicata nel novembre 2022.

## Interpreti
- Tim Minchin nel ruolo di Laclan "Lucky" Flynn[3]
- Milly Alcock nel ruolo di Megan "Meg" Adams
- Ella Scott Lynch nel ruolo di Suzie Flynn
- Daniel Lapaine nel ruolo di Toby Flynn
- Heather Mitchell nel ruolo di Jen Flynn
- Kate Box nel ruolo di Esmé
- Rebecca Massey nel ruolo dell'agente Stacey

## Trama
Quando lo UTE di Meg si schianta contro l'auto di Lucky, tutto nella vita dei due cambia radicalmente. Lui, musicista trentenne sempre al verde, deve arrivare a Perth per portare a sua madre, alle prese con un cancro, il vecchio pianoforte verticale (in inglese, upright piano, da cui il nome della serie, ndr) che da piccolo suonava insieme al fratello Toby. Lei, sedicenne dichiarata, è appena scappata di casa, lasciando da solo il padre, divenuto alcolista dopo che la moglie lo ha abbandonato anni prima. Lucky e Meg inizialmente non si sopportano, ma fanno fronte comune per raggiungere le loro mete. Gli spettacolari scenari australiani fanno da sfondo alle vicende quasi surreali dei due, che si destreggiano tra ladri, motociclisti, cavalli da corsa e camionisti, in un vero e proprio viaggio della speranza.

## Episodi
| Stagione         | episodi | Prima TV originale | PrimaTV italiana |
| ---------------- | ------- | ------------------ | ---------------- |
| Primastagione    | 8       | 2019-2020          | inedita          |
| Seconda stagione | 8       | 2022               | inedita          |